# 코이에시

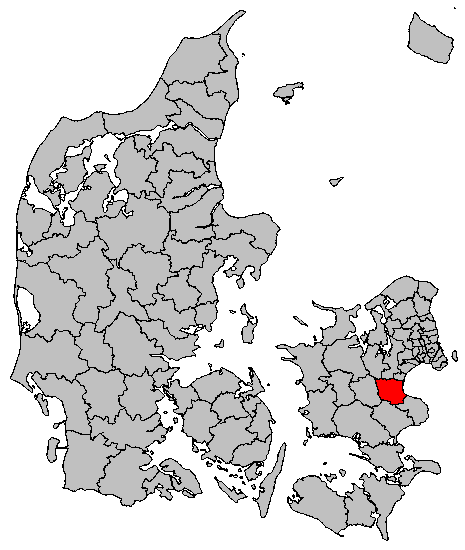
코이에시의 위치

코이에시(덴마크어: Køge Kommune)는 덴마크 셸란 지역에 위치한 지방 자치체로 행정 중심지는 코이에이며 면적은 255.47km2, 인구는 57,219명(2012년 1월 1일 기준)이다. 셸란섬 동부 연안에 위치하며 코펜하겐에서 남서쪽으로 약 40km 정도 떨어진 곳에 위치한다.